# Рава-Руська міська територіальна громада
Рава-Руська міська громада — територіальна громада в Україні, в Львівському районі Львівської області. Адміністративний центр — місто Рава-Руська.
Площа громади — 319,1 км², населення — 25 833 мешканці (2020).

## Населені пункти
У складі громади 1 місто (Рава-Руська) і 45 сіл:
- Березина
- Борове
- Буди
- Великі Долини
- Вільшанка
- Волиця
- Гійче
- Гіркани
- Гірки
- Голокам'янка
- Горяни
- Гута Обединська
- Дев'ятир
- Дубрівка
- Думи
- Забір'я
- Загір'я
- Зелена Гута
- Йоничі
- Капелюх
- Клебани
- Ковалі
- Криве
- Липник
- Лосини
- Луг
- Лужки
- Луцики
- Малий
- Малі Долини
- Мощана
- Ниви
- Нова Кам'янка
- Оліярники
- Пільце
- Помлинів
- Потелич
- Равське
- Рата
- Річки
- Синьковичі
- Сорочі Лози
- Старе Село
- Чорнії
- Шабельня